# Cesto da letame
Il cesto da letame era un contenitore intrecciato utilizzato nelle zone rurali per il trasporto dello stallatico.
Nel Friuli il cesto da letame era di forma rettangolare e poteva avere quattro, tre o soltanto due sponde. Mentre le pareti erano realizzate in frassino, il fondo, che doveva essere molto resistente, era costruito con rami e stecche di faggio o di larice. Dato il suo peso, di solito era caricato sul piano di una slitta o di un carro. In friulano il cesto da letame (cósso dal ledàn) veniva chiamato anche gérclo, gérglo, zèrcle, gèrgle o zèrle.